# Миронов, Василий Петрович
Васи́лий Петро́вич Миро́нов (16 января 1925, с. Дубасово, Пензенская губерния, РСФСР, СССР — 11 июня 1988, Москва, СССР) — советский партийный и государственный деятель.
Член ЦК КП Украины (1976—1988). Кандидат в члены Политбюро ЦК КП Украины (апрель 1983 — март 1984). Член Политбюро ЦК КП Украины (март 1984 — июнь 1988). Депутат Верховного Совета Украинской ССР VIII—X созывов. Депутат Верховного Совета СССР XI созыва. Член ЦК КПСС (1986—1988).

## Биография
Родился 16 января 1925 в селе Дубасово Пензенской губернии. Отец Миронова был крестьянином. Затем семья переехала в Сталино. Работал слесарем на Сталинском заводе металлоконструкций. На работу пошел с 18 лет.
С 1947 года на комсомольской работе, был первым секретарем Донецкого горкома комсомола.
С 1955 года на партийной работе. С марта 1961 года — председатель Сталинского (после переименования города — Донецкого) горисполкома. С 1976 года — первый секретарь Донецкого горкома КП Украины. С июля по 30 октября 1982 года — председатель Исполнительного комитета Донецкого областного Совета.
C 29 октября 1982 года по 11 июня 1988 года — первый секретарь Донецкого обкома КП Украины.
Был избран:
- членом ЦК КП Украины (13.2.1976 — 11.6.1988)[2][3][4];
- кандидатом в члены Политбюро ЦК КП Украины (12.2.1981 — 6.3.1984)[5];
- членом Политбюро ЦК КП Украины (6.3.1984 — 11.6.1988)[5];
- членом ЦК КПСС (6.3.1986 — 11.6.1988)[6];
- депутатом Совета Национальностей Верховного Совета СССР 11 созыва (1984—1988) от Украинской ССР[7];
- депутатом Верховного Совета УССР 8-10 созывов.

Умер в Москве 11 июня 1988 года после болезни. Похоронен в Донецке.
На здании Донецкого горисполкома в январе 2005 года установлена мемориальная доска в честь Василия Петровича (скульптор А. М. Скорых, архитектор В. М. Бучек).